# Neue Burg (Padberg)
Die Neue Burg Padberg, auch Unterhaus Padberg genannt, ist die Ruine einer Höhenburg in Padberg (Stadt Marsberg) auf einem 447 m hohen Bergrücken, Neuenhagen genannt. Heute sind noch einige Mauerzüge erhalten.

## Geschichte
Die Herren von Padberg bauten nach der Spaltung in das Alte Haus Padberg und das Neue Haus Padberg zu Beginn des 14. Jahrhunderts neben der Alten Burg eine weitere Burg. In der Fehde zwischen dem Erzstift Köln und der Grafschaft Waldeck um die Burgen Nordenau und Canstein wurde die Burg 1343 von den Waldeckern erobert und erst 1346 zurückgegeben. Die Herren von Padberg gehörten im 14. Jahrhundert verschiedenen Ritterbünden an, unter anderem dem Bengler-Bund. Bei einer Fehde gegen das Hochstift Paderborn wurde die Stadt Padberg 1391 und 1394 zerstört. Die beiden Burgen hielten aber verschiedenen Belagerungen stand. Im 15. Jahrhundert mussten die Herren von Padberg den größten Teil ihres Herrschaftsgebiets an Waldeck abtreten. Später mussten sie die Landeshoheit der Kurfürsten von Köln anerkennen. Beide Burgen verfielen und waren wohl seit den 1530er Jahren nicht mehr bewohnbar. Die Herren von Padberg bezogen neue Stellen in der Nähe des Ortes Padberg.

## Anlage
Die Burg lag auf einem Berggrat. Im Westen und Osten wurde die Anlage durch Mauern und Halsgräben geschützt. Steilhänge im Norden und Süden boten natürlichen Schutz. Die Gesamtanlage war rechteckig und 33 × 20 m groß. In der nordwestlichen Ecke befand sich ein quadratischer Turm mit einer Seitenlänge von 4 m. Im Burghof befand sich ein Brunnen. An der Nordseite noch erhalten ist ein 22 m langer und 4 m hoher Ringmauerteil.  